# George Pau-Langevin

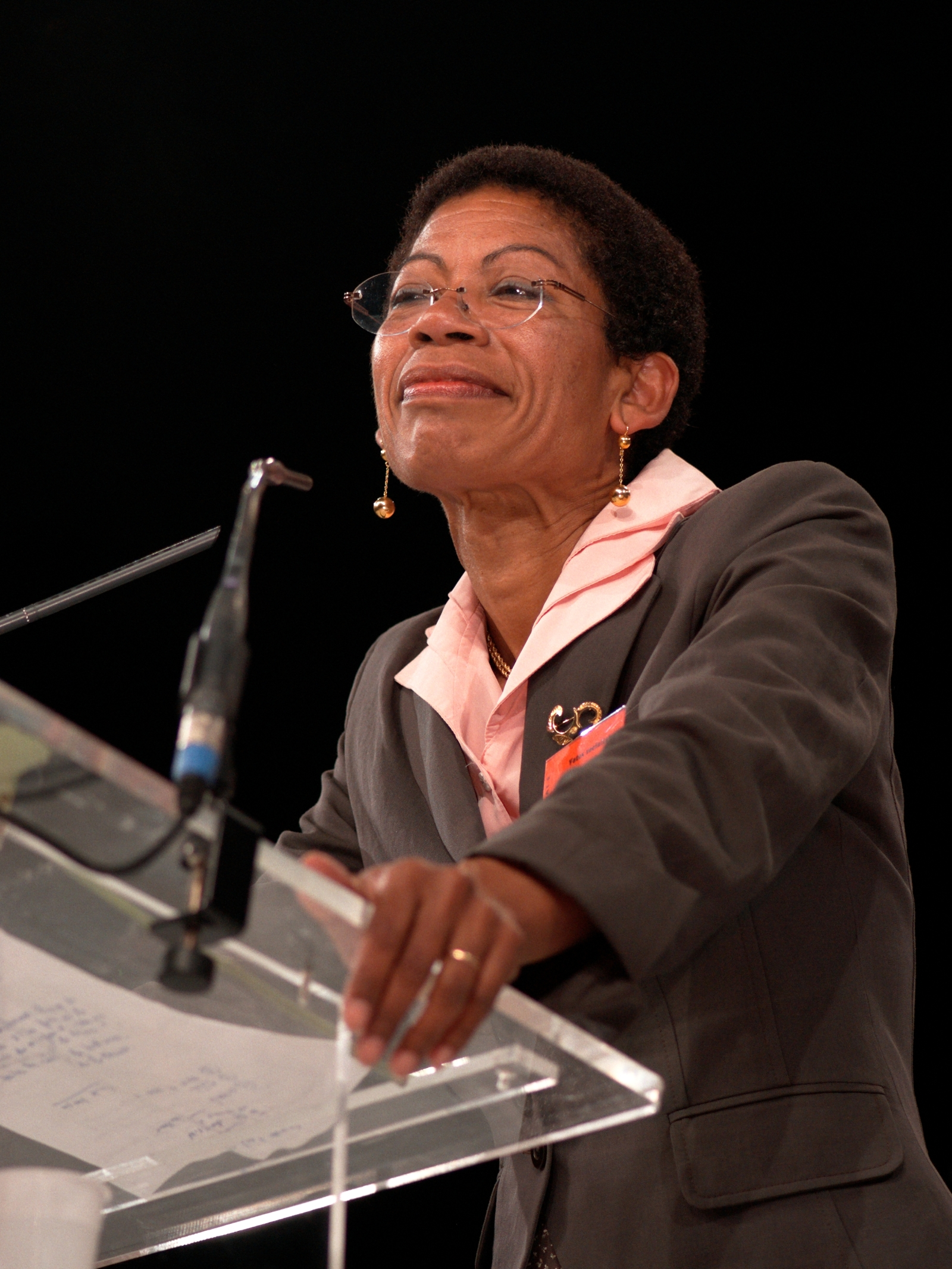
George Pau-Langevin im Wahlkampf 2007

George Pau-Langevin (* 19. Oktober 1948 in Pointe-à-Pitre, Guadeloupe) ist eine französische Politikerin der Sozialistischen Partei (PS), ehemalige Abgeordnete und war von 2012 bis 2017 für unterschiedliche Geschäftsbereiche Ministerin in den französischen Regierungen. Seit 2020 ist sie beigeordnete Défenseure des droits.
George Pau kam mit 17 Jahren nach Paris, studierte nach ihrem Baccalauréat zunächst Literatur an der Sorbonne, bevor sie sich der Rechtswissenschaft zuwandte und an der Universität Paris II studierte. Ab 1971 war sie als Anwältin im 20. Arrondissement tätig und engagierte sich ab 1972 im Mouvement contre le racisme et pour l’amitié entre les peuples (MRAP). 1974 heiratete sie Philippe Langevin, einen Ingenieur der DDE im Département Seine-Saint-Denis. 1976 wurde sie Vizepräsidentin des MRAP, ab 1984 für drei Jahre Präsidentin.
Gleichzeitig mit ihrem Engagement gegen den Rassismus war Pau-Langevin im PS aktiv, für den sie 1989 in den Rat des 20. Arrondissements (bis 1995 und erneut seit 2008), 1992 für eine Amtszeit in den Regionalrat von Île-de-France gewählt wurde. Von 1994 bis 1997 war sie Mitglied des nationalen Parteivorstandes und nationale Sekretärin für Menschenrechte.
Von 1989 bis 1993 und erneut von 1997 bis 2001 leitete sie die ANT, die Agence nationale pour l'insertion et la promotion des travailleurs d'Outre-Mer, eine Behörde, die die Migration von Überseefranzosen für Ausbildung und Beschäftigung reguliert. 2001 wurde sie Mitglied der Pariser Stadtregierung von Bertrand Delanoë. In dieser Position initiierte sie die Umbenennung der rue Richepanse im 1. Arrondissement, die nach Antoine Richepanse benannt war, dem Revolutionsgeneral, der als Gouverneur von Guadeloupe de facto die Sklaverei wieder eingeführt hatte; sie heißt seit 2001 rue du Chevalier-de-Saint-George.
Bei den Parlamentswahlen im Juni 2007 kandidierte Pau-Langevin für den PS im 21. Wahlkreis, der weite Teile des 20. Arrondissements umfasste, lag im ersten Wahlgang knapp hinter Raoul Delamare (UMP), den sie im zweiten Wahlgang aber mit etwa 63 % der Stimmen klar schlagen konnte. Sie war in der Nationalversammlung unter anderem stellvertretende Vorsitzende der sozialistisch-geführten Fraktion (SRC), Mitglied des Justizausschusses und seit 2009 rechtspolitische Sprecherin der Fraktion. Bei den Unterhauswahlen 2012 kandidierte sie nach der Neuordnung der Wahlkreise im 15. Wahlkreis, der etwa dem alten Wahlkreis entspricht und große Teile des 20. Arrondissements umfasst. Mit 73,5 % der Stimmen im zweiten Wahlgang setzte sie sich klar gegen Nathalie Fanfant (UMP) für eine zweite Legislaturperiode durch. Ihr Mandat ruht aufgrund ihrer Mitgliedschaft in der Regierung. 2017 setzte sie sich mit rund 60 % der Stimmen im zweiten Wahlgang gegen Mehdi Kemoune von La France insoumise durch.
Seit 2012 gehört sie den französischen Regierungen an, zunächst als beigeordnete Ministerin für Bildungserfolg im Ministerium für Bildung unter Vincent Peillon in den Kabinetten Ayrault I (ab 16. Mai 2012) und Ayrault II (ab 21. Juni 2012). In den Kabinetten Valls I (ab 2. April 2014) und Valls II (seit dem 26. August 2014) war sie bis 2016 Ministerin für die Überseegebiete.
2020 wurde sie unter Claire Hédon eine der beigeordneten Défenseurs des droits (2008 geschaffene unabhängige Beauftragte und Verwaltungskörperschaft für Menschen- und Bürgerrechte). Weil das mit einem Parlamentssitz unvereinbar ist, verließ sie die Nationalversammlung. Die Nachwahl für ihren Sitz gewann die Sozialistin Lamia El Aaraje.